# Lola (voornaam)

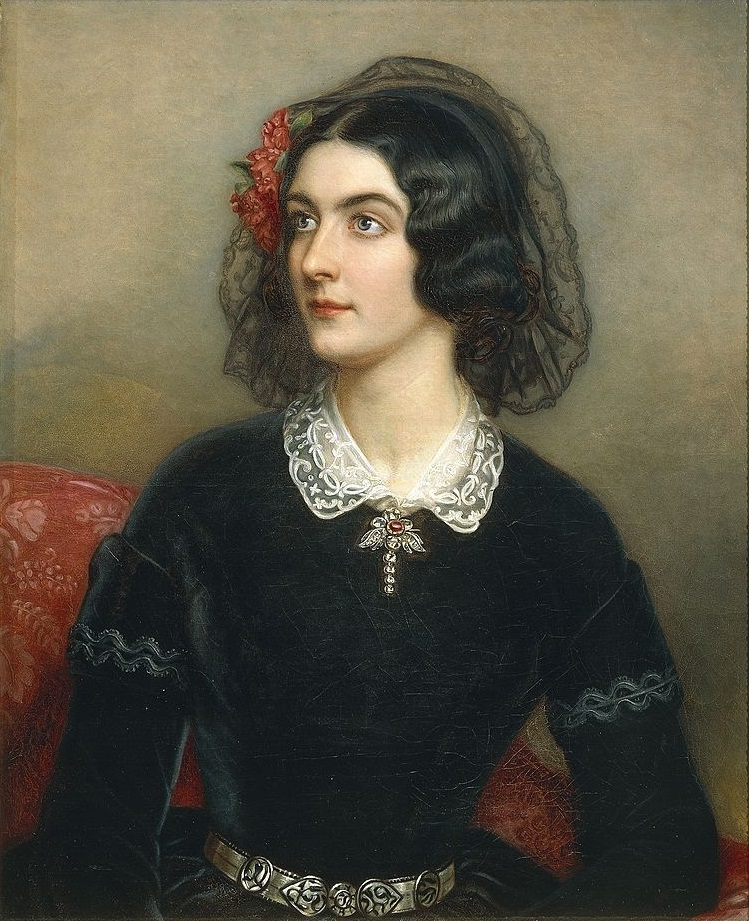
Joseph Karl Stieler: Lola Montez

Lola is een meisjesnaam. Lola is een verkorting van Dolores dat letterlijk "smart" betekent.
In Spanje was de naam Maria De Los Dolores (Maria van de smarten) populair, en om niet steeds Maria te moeten gebruiken werd deze naam afgekort naar Dolores.
Lola was de 20ste van de meest gegeven naam voor meisjes in 2006 in België. 

## Bekende naamdraagsters
- Lola Álvarez Bravo (1907-1993), Mexicaanse fotografe
- Lola Brood (1985) , een Nederlandse modeontwerpster en kunstenares.
- Lola Dueñas (1971), een Spaanse actrice
- Lola Montez (1821-1861), Ierse danseres en courtisane

## Naamdraagsters in de kunst
- Lola, de vrouw is van Alfio, in de opera Cavalleria Rusticana (1889) van Mascagni
- Lola, hit van The Kinks (1970)